# Chiesa di San Gregorio Magno in Camposanto
La chiesa di San Gregorio Magno in Camposanto è una delle chiese che furono realizzate nel XVII secolo a Busto Arsizio. È sita nella piazzetta San Gregorio, un prolungamento verso sud-ovest della piazza Trento e Trieste.

## Architettura
Dopo la peste del 1630 a Busto Arsizio venne realizzato un cimitero, adiacente al lazzaretto, destinato proprio ad accogliere le numerose vittime della pestilenza, benedetto il 12 aprile 1630. Sempre nello stesso anno venne inaugurata la prima colonna votiva.
Il 10 maggio 1632 venne posata la prima pietra della chiesa e successivamente iniziò la costruzione delle fondamenta, subito interrotta per poi riprendere quindici anni dopo. Tra il 1657 e il 1659 fu realizzato il corpo settentrionale dell'edificio, costituito da un'aula quadrata con volta a crociera, il presbiterio a pianta quadrata coperto da volta a botte, la sagrestia posta sul lato est e un campanile a vela, successivamente demolito. Si dovette attendere fino al 1711 per vedere il completamento della cancellata a chiusura del presbiterio, ad opera di Giovanni Comino. Nel 1719 fu edificata la sagrestia ovest della chiesa, mentre sopra a quella est fu eretto il nuovo campanile. Nel 1733 fu collocata una nuova colonna votiva e tre anni dopo si realizzò il nuovo altare in marmo.

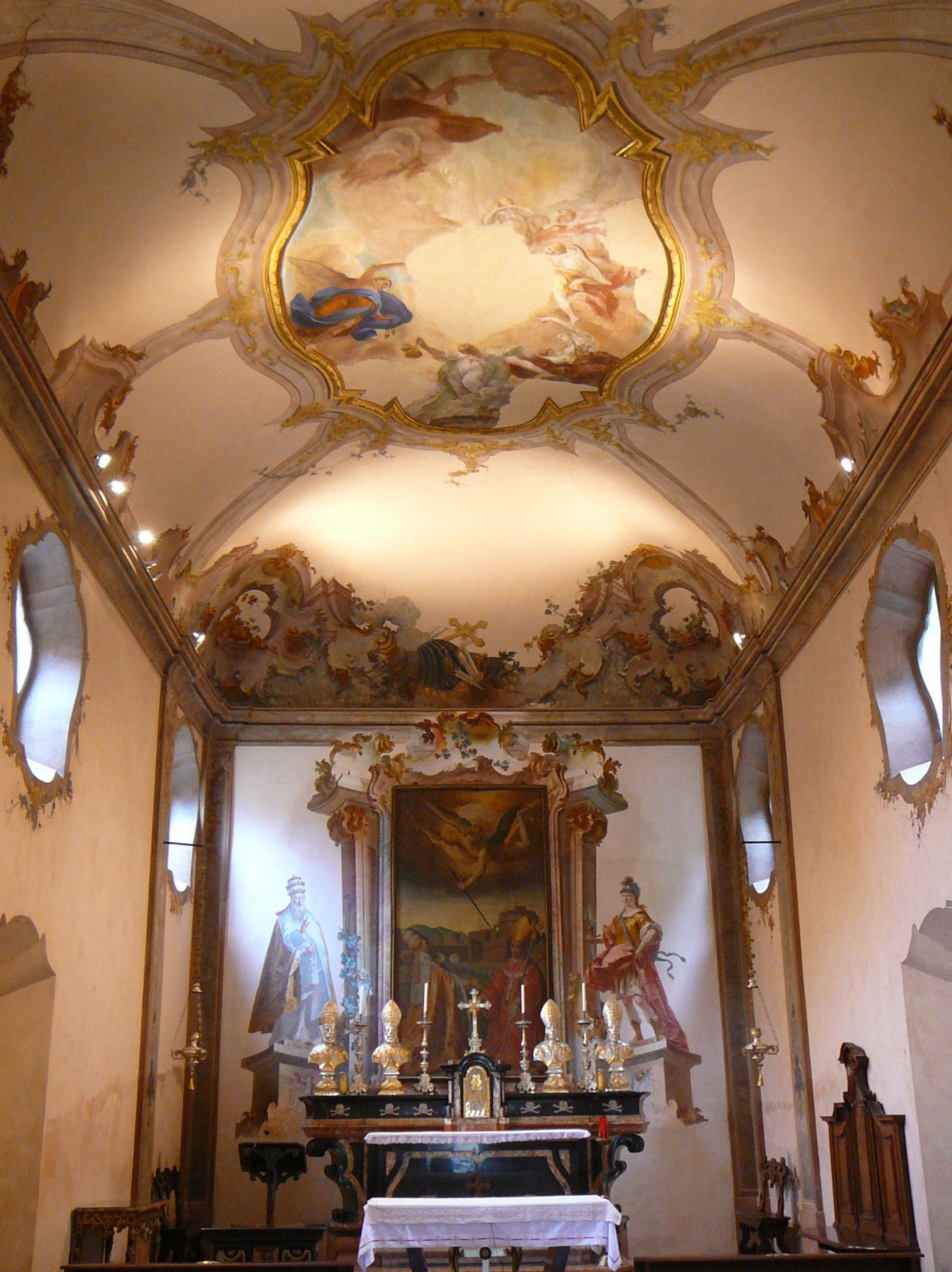
L'interno della chiesa

Un'importante modifica alla chiesa fu apportata tra il 1742 e il 1745: venne demolita la parete di fondo del presbiterio per poter realizzare l'aula meridionale di forma rettangolare con copertura a padiglione. Il progetto era a firma di Biagio Bellotti, che ne curò anche la decorazione pittorica. Nel 1762 venne costruita la scala in pietra antistante l'ingresso principale della chiesa e un alloggio per il sacrista fu ricavato sopra l'ex presbiterio. Nel 1772 fu realizzata una nuova pavimentazione in cotto.
Nel 1790 l'area della chiesa venne messa in comunicazione con il nuovo cimitero, aperto dopo oggi sorge il parco Ugo Foscolo. Nel 1831 nel campanile fu collocata la campana proveniente dalla chiesa di Sant'Antonio e risalente al 1731. Nel 1859 la chiesa divenne la cappella dell'attiguo oratorio maschile.
Nel 1887 venne inaugurata la stazione di Busto Arsizio Nord alla fine di via Ugo Foscolo, a sud rispetto alla chiesa. Per facilitare l'accesso alla nuova struttura ferroviaria fu allargata la strada sulla quale si affacciano i fronti sud e ovest della chiesa; la colonna votiva (della quale cinque anni prima era stata sostituita la croce in ferro) venne arretrata e vennero demolite la casa adiacente al piazzale e una parte della recinzione di ovest della chiesa.
Nel 1924-1926 fu rimossa la colonna e fu affidata all'architetto Camillo Crespi Balbi la costruzione della sagrestia sud; l'altare fu trasferito sul fondo della chiesa.
Contemporaneamente Tito Poloni si occupò del restauro degli affreschi di Biagio Bellotti. Nel 1941 una copia della colonna venne ricollocata di fronte al lato ovest della chiesa su un nuovo basamento.
Restauri parziali si susseguirono nel 1969, 1983 e 1991. Questi interessarono gli scalini di accesso, le pavimentazioni, i dipinti bellottiani, l'altare della Madonna dell'Aiuto proveniente dal Santuario di Santa Maria di Piazza e la cancellata all'ingresso principale.
L'ultimo restauro risale al 2010-2012, e fu a cura dell'architetto Augusto Spada, su incarico del monsignor Franco Agnesi. I principali interventi riguardarono la copertura, che fu sostituita in quanto il suo degrado aveva comportato il danneggiamento degli affreschi, nonché la presenza di infiltrazioni d'acqua. La nuova copertura venne realizzata utilizzando in gran parte gli elementi antichi, quali capriate, coppi e intonaci delle modanature non deteriorati, ma con l'aggiunta di guaina impermeabile e impermeabilizzazione. 
Vennero rinnovati anche tutti gli impianti, così la chiesa di San Gregorio Magno in Camposanto divenne la prima chiesa lombarda dotata di teleriscaldamento.

## Opere pittoriche

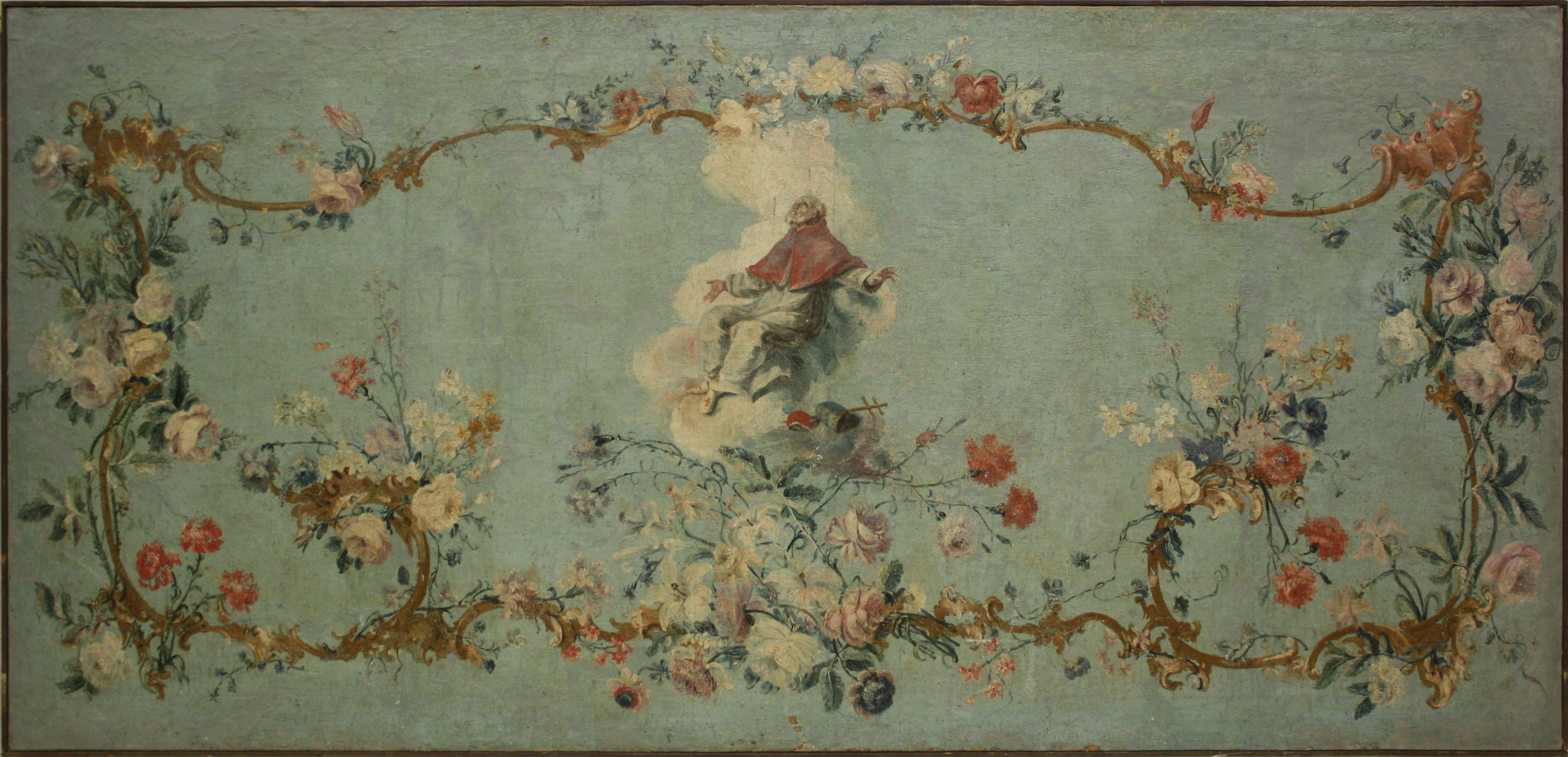
Gloria di San Gregorio magno, opera di Biagio Bellotti (1742-1745, olio su tela)

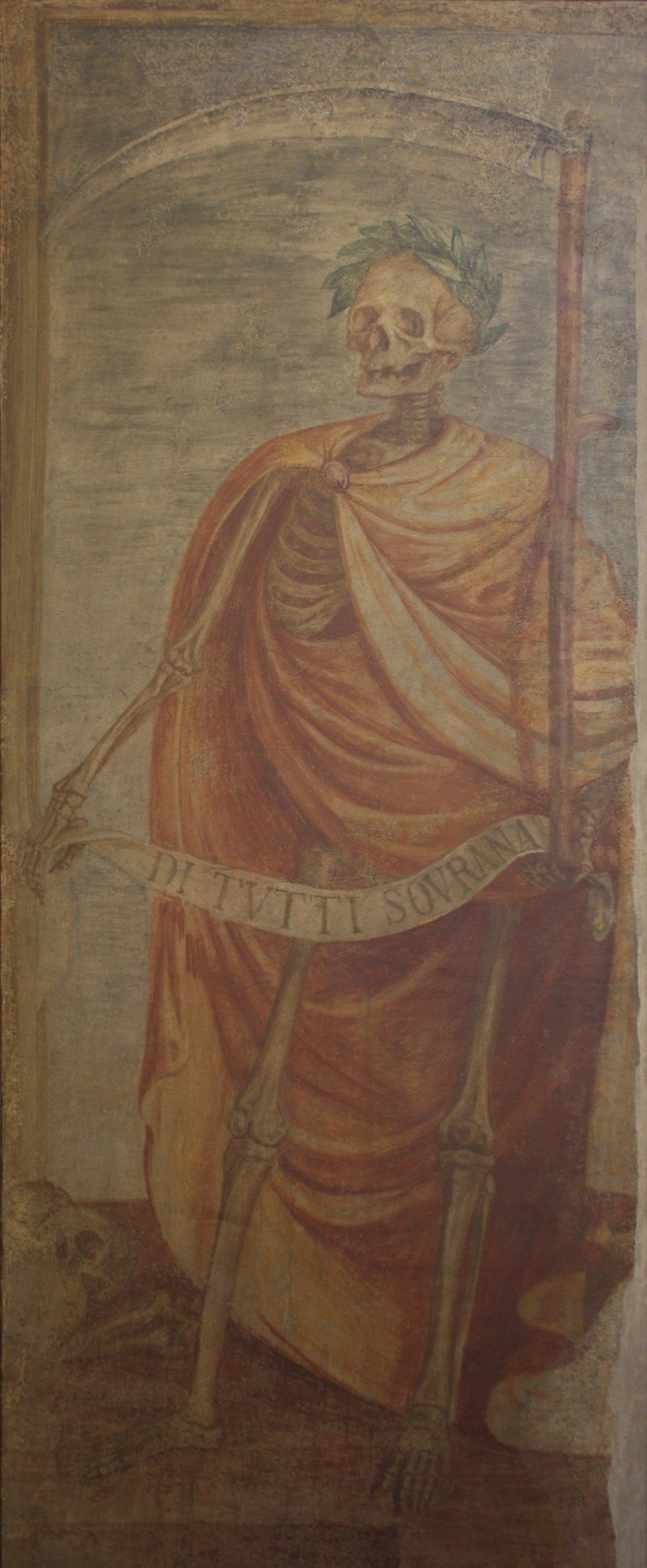
Affresco raffigurante la morte: un tempo decorava l'esterno del "mortorio" della Basilica di San Giovanni Battista

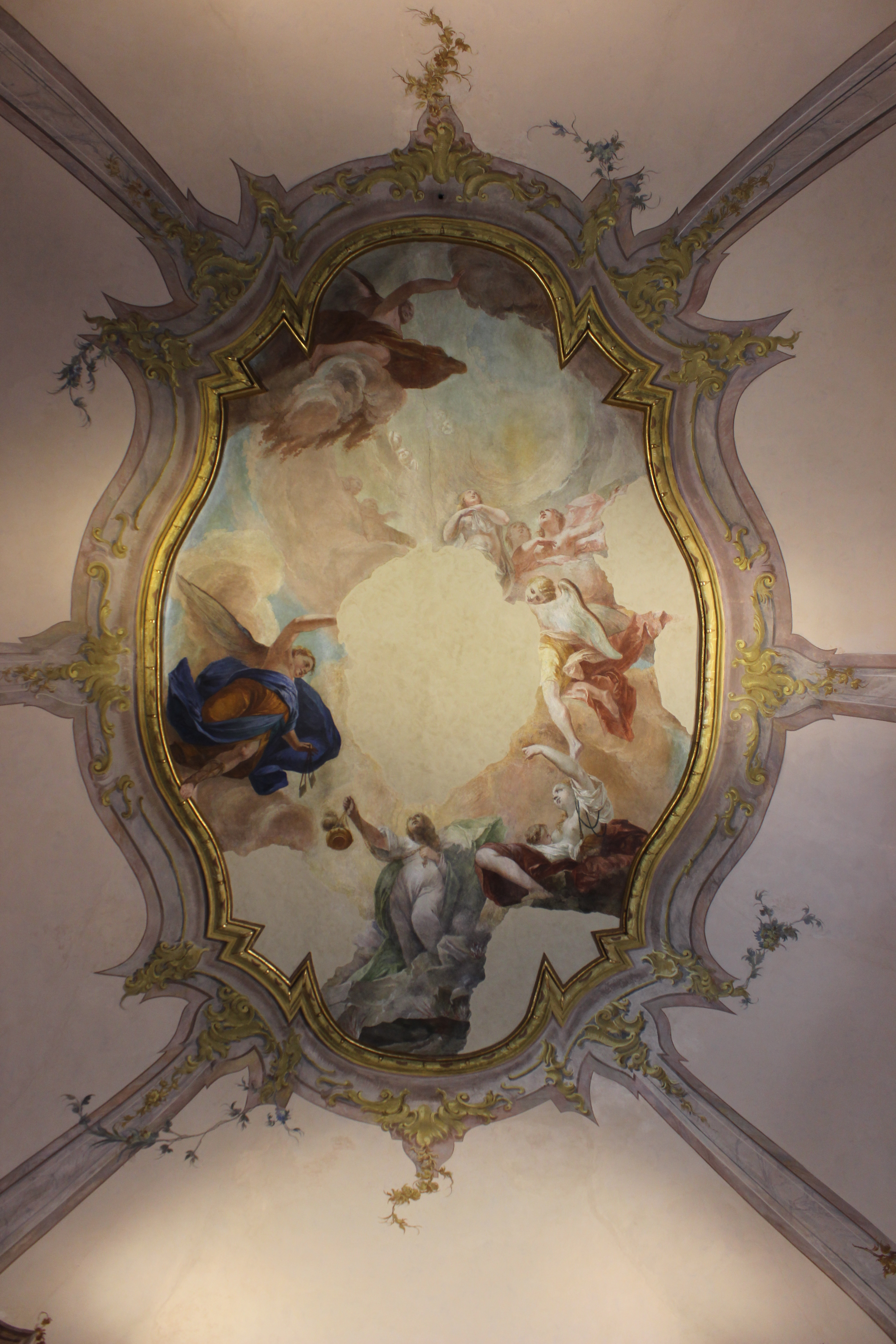
Affresco sulla volta

Se esternamente la chiesa appare come un edificio piuttosto sobrio, al suo interno si ritrovano affreschi e decorazioni ricche di colori. La volta a crociera del corpo settentrionale della chiesa è decorato con un affresco raffigurante Anime che vengono portate in Paradiso, opera di anonimo del 1657. Sopra l'altare si trova una tavola del 1618, opera di Giovan Battista e Giovanni Francesco Lampugnani, raffigurante San Gregorio e San Carlo testimoni della fine della peste.
Tra il 1742 e il 1745 Biagio Bellotti affrescò il nuovo corpo meridionale: sulla volta si trova l'affresco che, secondo alcuni studiosi, raffigurerebbe l'Ascesa al cielo di un'anima purgata per intercessione della Carità, per i suffragi della Chiesa e per la preghiera individuale; sulla parete di fondo si trovano i Santi Clemente e Gemolo mentre, sul paliotto dell'altare, Gloria di San Gregorio magno.
È presente anche un Crocifisso, sempre opera di Biagio Bellotti, dipinto su lamiera di ferro che, in origine, doveva trovarsi nella sagrestia della Basilica di San Giovanni Battista.
Durante le opere di restauro del 2010-2012, le stratigrafie effettuate hanno permesso di ritrovare affreschi del tutto sconosciuti fino ad allora: fu riportato alla luce l'affresco Anime che vengono portate in Paradiso dagli angeli, decorazione seicentesca che si trovava in perfetto stato di conservazione, protetto dagli intonaci applicati in periodi successivi alla costruzione della chiesa, probabilmente per nascondere i nudi.
Nella chiesa di San Gregorio Magno in Camposanto si trovano anche gli affreschi che un tempo adornavano l'esterno del "mortorio" della basilica di San Giovanni Battista, opere dei fratelli Ambrogio, Giovanni e Biagio Bellotti (quest'ultimo nonno dell'omonimo pittore bustocco). Sono dipinti risalenti alla fine del XVII secolo (1692) che raffigurano immagini legate alla morte.